# Avicennia tonduzii
Avicennia tonduzii là một loài thực vật có hoa trong họ Ô rô. Loài này được Moldenke mô tả khoa học đầu tiên năm 1938.